# 2002年イタリアグランプリ
2002年イタリアグランプリ (LXXIII Gran Premio Vodafone d'Italia) は、2002年F1世界選手権の第15戦として、2002年9月15日にモンツァ・サーキットで開催された。

## 決勝
11番手スタートのトゥルーリはフォーメーションラップで出遅れたため、最後尾スタートになる。
スタート後、モントーヤとサイド・バイ・サイドで1コーナーに飛び込んだラルフは、接触を避けようとシケインをショートカットしトップに浮上する。以下、モントーヤ、バリチェロ、シューマッハ、ライコネン、アーバイン。接触によりフロントウイングを破損したクルサードが緊急ピットイン。
4周目、ショートカットでトップに立ったラルフにFIAからモントーヤを前に行かせる指示が出たためパラボリカトップを譲ったが、直後にエンジンブローでリタイア。モントーヤのスピードが一瞬緩んだ隙をついてスリップストリームに入ったバリチェロが1コーナーでトップを奪うことに成功。
6周目、シューマッハがモントーヤをホームストレートでパスし2位に浮上する。
16周目、アスカリでデラロサとマッサが接触。デラロサは左フロントタイヤがバーストしたためリタイアし、マッサも翌周にリタイア。
19周目、トップのバリチェロがピットインし2位でコース復帰。6位走行中のパニスもピットイン。
28周目、トップのシューマッハがピットインし3位でコース復帰。5位走行中のアーバインもピットイン。
30周目、2位走行中のモントーヤがピットインし3位でコース復帰。4位走行中のライコネンがエンジンブローによりリタイア。
33周目、モントーヤが緊急ピットイン。サスペンショントラブルによりリタイア。
37周目、トップのバリチェロが2回目のピットインを行いトップのままコース復帰。
39周目、パニスがパラボリカでアーバインをパスして3位に浮上し、41周目に2回目のピットインを行い6位でコースに復帰する。
53周目、フェラーリがワンツーフィニッシュ。1ストップ作戦のアーバインが3位表彰台、トゥルーリが4位、バトンが5位。パニスはクルサードを抑え切り6位入賞を果たした。
なお、デラロサと接触をしたマッサは危険行為と見なされ、次戦アメリカグランプリのグリッドを10番手引き下げられるペナルティを受けた。
| 順位     | No | ドライバー                 | チーム                  | 周回 | タイム         | グリッド | ポイント |
| -------- | -- | -------------------------- | ----------------------- | ---- | -------------- | -------- | -------- |
| 1        | 2  | ルーベンス・バリチェロ     | フェラーリ              | 53   | 1:16:19.982    | 4        | 10       |
| 2        | 1  | ミハエル・シューマッハ     | フェラーリ              | 53   | +0.255         | 2        | 6        |
| 3        | 16 | エディ・アーバイン         | ジャガー-コスワース     | 53   | +52.579        | 5        | 4        |
| 4        | 14 | ヤルノ・トゥルーリ         | ルノー                  | 53   | +58.219        | 11       | 3        |
| 5        | 15 | ジェンソン・バトン         | ルノー                  | 53   | +1:07.770      | 17       | 2        |
| 6        | 12 | オリビエ・パニス           | BAR-ホンダ              | 53   | +1:08.491      | 16       | 1        |
| 7        | 3  | デビッド・クルサード       | マクラーレン-メルセデス | 53   | +1:09.047      | 7        |          |
| 8        | 9  | ジャンカルロ・フィジケラ   | ジョーダン-ホンダ       | 53   | +1:10.891      | 12       |          |
| 9        | 11 | ジャック・ヴィルヌーヴ     | BAR-ホンダ              | 53   | +1:21.068      | 9        |          |
| 10       | 7  | ニック・ハイドフェルド     | ザウバー-ペトロナス     | 53   | +1:22.046      | 15       |          |
| 11       | 24 | ミカ・サロ                 | トヨタ                  | 52   | +1 Lap         | 10       |          |
| 12       | 10 | 佐藤琢磨                   | ジョーダン-ホンダ       | 52   | +1 Lap         | 18       |          |
| 13       | 22 | アレックス・ユーン         | ミナルディ-アジアテック | 47   | +6 Laps        | 20       |          |
| リタイア | 6  | ファン・パブロ・モントーヤ | ウィリアムズ-BMW        | 33   | シャシー       | 1        |          |
| リタイア | 4  | キミ・ライコネン           | マクラーレン-メルセデス | 29   | エンジン       | 6        |          |
| リタイア | 23 | マーク・ウェバー           | ミナルディ-アジアテック | 20   | エンジン       | 19       |          |
| リタイア | 8  | フェリペ・マッサ           | ザウバー-ペトロナス     | 16   | 接触           | 14       |          |
| リタイア | 17 | ペドロ・デ・ラ・ロサ       | ジャガー-コスワース     | 15   | 接触           | 8        |          |
| リタイア | 25 | アラン・マクニッシュ       | トヨタ                  | 12   | サスペンション | 13       |          |
| リタイア | 5  | ラルフ・シューマッハ       | ウィリアムズ-BMW        | 4    | エンジン       | 3        |          |

## その他
- ラップリーダー：ラルフ・シューマッハ 3 (1-3), ファン・パブロ・モントーヤ 1 (4), ルーベンス・バリチェロ 40 (5-19, 29-53), ミハエル・シューマッハ 9 (20-28)
- このレースはアメリカ合衆国においてABCスポーツが中継した4戦の内の3番目のレースであった。他の3戦はモナコ、カナダ、アメリカグランプリであった。
- ファン・パブロ・モントーヤが達成したポールポジションは、平均速度 259.528km/h と、F1史上最速であった。
- このレースはジャガーにとって2度目かつ最後の表彰台獲得となった。
- このレースは2002年シーズンにおいて唯一、フェラーリ、ウィリアムズ、マクラーレン以外の車両が表彰台に上ったレースであった。

## 第15戦終了時点でのランキング
- 太字はワールドチャンピオン

| 順位 | ドライバー                 | ポイント |
| ---- | -------------------------- | -------- |
| 1    | ミハエル・シューマッハ     | 128      |
| 2    | ルーベンス・バリチェロ     | 61       |
| 3    | ファン・パブロ・モントーヤ | 44       |
| 4    | ラルフ・シューマッハ       | 42       |
| 5    | デビッド・クルサード       | 37       |

| 順位 | コンストラクター        | ポイント |
| ---- | ----------------------- | -------- |
| 1    | フェラーリ              | 189      |
| 2    | ウィリアムズ-BMW        | 86       |
| 3    | マクラーレン-メルセデス | 57       |
| 4    | ルノー                  | 20       |
| 5    | ザウバー-ペトロナス     | 11       |

- 注：ドライバー、コンストラクター共にトップ5のみ表示。